# シーコム
シーコム株式会社は、かつて存在した日本の海運会社。

## 沿革
- 1916年 - 極東興業株式会社として設立。
- 1948年 - 新日本海運株式会社に社名変更、事業目的を海運業に変更。
- 1961年 - 東京証券取引所2部に上場。銘柄コード9125。
- 1968年 - ジャパンラインの子会社となり、日新汽船株式会社に社名変更。
- 1986年 - 債務超過に陥る。
- 1988年3月 - イ・アイ・イ・インターナショナルから21億円の第三者割当増資を受け子会社化。オーストラリアやフィジーでのリゾート開発事業、旅行代理業、リース事業などに進出。
- 1989年 - 東京湾内で高速船航路を営む「東京ブルーラインクルーズ」を開始。
- 1990年 - シーコム株式会社に社名変更。
  - 同年8月、日本カーフェリーを買収し同社の経営権を親会社イ・アイ・イ・インターナショナルとの共同出資子会社「シーコムフェリー」に移管。
  - 東京ブルーラインクルーズ事業を「シーコムクルーズ」として分社化。
- 1992年 - 子会社のシーコムフェリーがシーコム、イ・アイ・イ・インターナショナルとの関係を解消しマリンエキスプレスに社名変更。
- 1997年 - 3期連続して債務超過となり、上場廃止。
- 2000年6月 - 親会社のイ・アイ・イ・インターナショナルが破産。
- 2002年 - この頃から、実質上休眠状態となる。
- 2007年4月4日 - 東京地方裁判所に準自己破産を申し立て、同月6日に破産手続の開始決定を受ける。

## 参考資料
- 東京商工リサーチ倒産速報
- 日経ビジネス編集部編『真説 バブル』日経BP社、2000年。ISBN 978-4822242145。